# Torbjörn Länk
Torbjörn Länk, född 1955 i Hällefors i Västmanland, är en svensk målare som bor och arbetar i Bagarmossen, Stockholm och är gift med grafiska formgivaren Carina Länk. 
Han började utbilda sig på Birkagårdens folkhögskola i måleri i Stockholm 1976 fram till 1978, gick på Gerlesborgsskolan i Stockholm 1980 till 1982 och gick på Konstfacks avdelning för måleri 1985 till 1990 och sedan på en påbyggnad i murala tekniker till 1991.

## Utställningar
- 2013 Galleri Kim Anstensen, Göteborg
- 2013 Karibakka, Sölvesborg
- 2013 Galleri Jan Wallmark, Stockholm
- 2012 Borlänge konsthall, Borlänge
- 2008 Galleri Olsson&Uddenberg, Göteborg, samlingsutställning
- 2008 Teatergalleriet, Kalmar
- 2008 Tyresö konsthall
- 2006 Galleri Eklund-Wallmark, samlingsutställning
- 2003 Galleri Jan Wallmark, Stockholm
- 1997 ”alla dessa okända män…”‚ installation på Kalmar konstmuseum; Underjordiska Konstlabyrinten
- 1996 ”Anonyma män på Gripsholm”, installation på Gripsholms slott, Statens porträttsamling
- 1995 Nordiska teckningstriennalen
- 1993 Galleri Ludvig, Stockholm, separatutställning
- 1991 Lidingö konsthall, samlingsutställning
- 1990 Konstfacks avgångsutställning
- 1990 Galleri Movitz, elevutställning
- 1990 Conrad Andersson, Skövde, samlingsutställning
- 1989 Galleri Grythyttan, samlingsutställning

## Uppdrag
- Väggmosaik i entrén på Karlavägen 119, Stockholm

### Inköpt av
- Statens konstråd
- Stockholms läns landsting
- Tekniska nämndehuset (Stockholm)
- Sveriges allmänna konstförening
- Kalmar läns landsting
- Hällefors kommun

## Stipendier
- Färg och Formstipendium
- Konstfack
- Bildkonstnärsfonden